# MAPK4
MAPK4 («митоген-активируемая белковая киназа 4»; англ. mitogen-activated protein kinase 4; p63MAPK; ERK4) — цитозольная серин/треониновая протеинкиназа, семейства MAPK группы ERK, продукт гена MAPK4.

## Структура
MAPK4 состоит из 587 аминокислот, молекулярная масса 65,9 кДа. Описана единственная изоформа белка.

## Функция
MAPK4, или ERK4, — фермент семейства MAPK из группы киназ, регулируемых внеклеточными сигналами (ERK). Активация киназы требует её фосфорилирования другими киназами, расположенными выше в сигнальном каскаде. После активации MAPK4 транслоцируется в клеточное ядро, где фосфорилирует ядерные мишени. Обнаружено несколько изоформы MAPK4, образующиеся в результате альтернативного сплайсинга.
MAPK4 связывается и активирует AKT за счёт фосфорилирования активирующей петли в положении треонин-308. Киназа также активирует mTORC2, который фосфорилирует AKT в положении серин-473 для полной активации последнего. Повышенная экспрессия MAPK4 индуцирует онкогенность, включая трансформирование эпителиальных клеток предстательной железы в пролиферацию, не зависимую от подложки. Наоборот, нокдаун гена MAPK4 ингибирует пролиферацию раковых клеток и ксенотранспланта.